# Jérémy Keryhuel
Jérémy Fafa Keryhuel alias Daago (né le 28 octobre 1994) est un escrimeur, entraîneur d'escrime et producteur de musique de nationalité franco-ivoirienne. De latéralisation gauchère, il a pour arme de prédilection le fleuret. Il évolue à l'US Pecq. Représentant la Côte d'Ivoire sur la scène internationale, il est deux fois médaillé de bronze aux Championnats d'Afrique et une fois médaillé de bronze aux Jeux Africains. En 2024, il a participé à ses premiers Jeux olympiques d'été à Paris.

## Biographie
Jérémy Fafa Keryhuel est né le 28 octobre 1994 à Paris. Né d'un père français et d'un mère ivoirienne, il possède la double nationalité franco-ivoirienne. Il a étudié le design multimédia et la communication à la Copenhagen Business Academy au Danemark. En 2019, il est diplômé d’un master en Marketing Digital et Data Analytique de l’école de Management Leonardo Da Vinci de Paris. Il a également étudié pour un master en entrepreneuriat créatif au London College of Contemporary Music en Angleterre de 2019 à 2020. 

## Carrière sportive
Jérémy Keryhuel, surnommé Daago et de latéralisation gauchère, débute l'escrime à l'âge de cinq ans. Il développe un intérêt pour ce sport après avoir vu un panneau d’affichage publicitaire pour des cours d’escrime. Depuis 2000, il s'entraîne à l'US Pecq, un club français. Son arme de prédilection est le fleuret. En 2017, Daago rejoint la sélection nationale ivoirienne sous l'influence de sa mère. La même année, il participe pour la première fois aux Championnats du monde à Leipzig dans l'épreuve de fleuret individuel, sans obtenir de médaille. Lors de sa première participation aux Championnats d'Afrique au Caire, il décroche une médaille de bronze. Il subit une blessure lors d’une compétition au Grand Prix de Turin et continue à concourir jusqu’en avril 2018, avant de s’éloigner du sport pendant deux mois. En 2019, à Salé, il remporte une médaille de bronze aux Jeux Africains.  
En 2024, Jérémy remporte le tournoi de qualification olympique d'Alger,. Il est le premier escrimeur masculin ivoirien à se qualifier pour des Jeux olympiques. La même année, il remporte la médaille de bronze en fleuret individuel lors des Championnats d'Afrique à Casablanca. Le 29 juillet 2024, aux Jeux olympiques d'été à Paris, il perd face à Alexander Massialas en 32e de finale à un score de 3 à 15.  

## Palmarès

### Championnats d'Afrique d'escrime
- Médaille de bronze en fleuret individuel aux championnats d'Afrique 2017 dans Le Caire
- Médaille de bronze en fleuret individuel aux championnats d'Afrique 2024 à Casablanca

### Jeux africains
- Médaille de bronze en fleuret par équipes aux Jeux africains de 2019 à Salé

## Classement en fin de saison
| Année | 2017 | 2018 | 2019 | 2020 | 2021 | 2022 | 2023 | 2024 |
| ----- | ---- | ---- | ---- | ---- | ---- | ---- | ---- | ---- |
| Rang  | 40   | 72   | 59   | 72   | 73   | 74   | 209  | 33   |

## Vie personnelle
Jérémy Keryhuel Fafa a fondé « JFK Fencing », une académie d’escrime dans la région d’Île-de-France. Il a été entraîneur à ladite académie. Il exerce également dans la production de musique.